# Departamento de Famílias, Habitação, Serviços Comunitários e Assuntos dos Indígenas
O Departamento de Famílias, Habitação, Serviços Comunitários e Assuntos dos Indígenas (em inglês: Department of Families, Housing, Community Services and Indigenous Affairs) é um departamento do governo da Austrália.